# Conirostrum speciosum
Conirostrum speciosum là một loài chim trong họ Thraupidae.